# Франкенштейн. Начало
«Франкенштейн. Начало»  (англ. A Nightmare Wakes) — американский психологический триллер 2020 года, снятый режиссёром Норой Анкел по собственному сценарию. Главные роли исполнили актёры Аликс Вилтон Риган и Джуллиан Йао Джиоиелло. Мировая премьера состоялась 2 октября 2020 года на Салемском фестивале фильмов ужасов, 4 февраля 2021 года фильм вышел на сервисе Shudder.
Возрастное ограничение:
- категория информационной продукции: 18+. Фильм содержит сцены жестокости, секса и женской мастурбации[3].

## Сюжет
Мэри — молодая писательница, чья история оживает в ужасно ярких галлюцинациях, заставляющих её сомневаться в своих отношениях с людьми, которых она любит, и с реальностью вокруг неё.

## В ролях
- Аликс Уилтон Риган[англ.] — Мэри Шелли
- Джуллиан Йао Джиоиелло[англ.] — Перси Шелли
- Филипп Боуген — Байрон
- Ли Гарретт — Джон Полидори
- Клер Глассфорд — Клара Клэрмонт
- Шеннон Спенглер — Гарриет Шелли

## Восприятие
Лента была отмечен наградой Канадского альянса искусств и дизайна костюмов для кино и телевидения (The CAFTCAD Awards) за лучший дизайн костюмов в независимом фильме (Дженнифер Страуд).
Обзреватель сайта RogerEbert.com Брайан Таллерико оценил фильм в 1,5 звезды, отметив утомительность происходящего на экране, несмотря на относительно небольшой хронометраж, а также то, что Нора Анкел так толком и не смогла определиться с жанровой идентичностью своего произведения. Питер Брэдшоу поставил фильму 2 балла из 5, назвав его «расположенным где-то между ужасом и исторической драмой, исследующим личную травму, которая, возможно, повлияла на изобретение Шелли Франкенштейна».